# مغنيتاغورسك
مغنيتاغورسك (بالروسية: Магнитогорск) هي إحدى مدن الكيان الفدرالي الروسي أوبلاست تشيليابنسك. فيها أكبر مصنع حديد وصلب في روسيا.

## المناخ
يظهر الجدول التالي التغييرات المناخية على مدار السنة لمغنيتاغورسك:
| البيانات المناخية لـمغنيتاغورسك   | البيانات المناخية لـمغنيتاغورسك | البيانات المناخية لـمغنيتاغورسك | البيانات المناخية لـمغنيتاغورسك | البيانات المناخية لـمغنيتاغورسك | البيانات المناخية لـمغنيتاغورسك | البيانات المناخية لـمغنيتاغورسك | البيانات المناخية لـمغنيتاغورسك | البيانات المناخية لـمغنيتاغورسك | البيانات المناخية لـمغنيتاغورسك | البيانات المناخية لـمغنيتاغورسك | البيانات المناخية لـمغنيتاغورسك | البيانات المناخية لـمغنيتاغورسك | البيانات المناخية لـمغنيتاغورسك |
| الشهر                             | يناير                           | فبراير                          | مارس                            | أبريل                           | مايو                            | يونيو                           | يوليو                           | أغسطس                           | سبتمبر                          | أكتوبر                          | نوفمبر                          | ديسمبر                          | المعدل السنوي                   |
| --------------------------------- | ------------------------------- | ------------------------------- | ------------------------------- | ------------------------------- | ------------------------------- | ------------------------------- | ------------------------------- | ------------------------------- | ------------------------------- | ------------------------------- | ------------------------------- | ------------------------------- | ------------------------------- |
| الدرجة القصوى °م (°ف)             | 3.0 (37.4)                      | 5.6 (42.1)                      | 16.5 (61.7)                     | 30.1 (86.2)                     | 33.9 (93.0)                     | 38.5 (101.3)                    | 38.9 (102.0)                    | 37.2 (99.0)                     | 35.1 (95.2)                     | 24.3 (75.7)                     | 15.8 (60.4)                     | 8.2 (46.8)                      | 38.9 (102.0)                    |
| متوسط درجة الحرارة الكبرى °م (°ف) | −10.0 (14.0)                    | −8.8 (16.2)                     | −2.1 (28.2)                     | 10.6 (51.1)                     | 19.4 (66.9)                     | 24.9 (76.8)                     | 25.2 (77.4)                     | 23.4 (74.1)                     | 17.4 (63.3)                     | 9.1 (48.4)                      | −1.9 (28.6)                     | −7.9 (17.8)                     | 8.3 (46.9)                      |
| المتوسط اليومي °م (°ف)            | −14.1 (6.6)                     | −13.5 (7.7)                     | −7.1 (19.2)                     | 4.5 (40.1)                      | 12.6 (54.7)                     | 18.2 (64.8)                     | 19.2 (66.6)                     | 17.0 (62.6)                     | 11.1 (52.0)                     | 3.8 (38.8)                      | −5.9 (21.4)                     | −11.9 (10.6)                    | 2.8 (37.0)                      |
| متوسط درجة الحرارة الصغرى °م (°ف) | −18.3 (−0.9)                    | −18.1 (−0.6)                    | −11.9 (10.6)                    | −1.0 (30.2)                     | 5.9 (42.6)                      | 11.4 (52.5)                     | 13.4 (56.1)                     | 11.1 (52.0)                     | 5.3 (41.5)                      | −0.8 (30.6)                     | −9.6 (14.7)                     | −16.0 (3.2)                     | −2.4 (27.7)                     |
| أدنى درجة حرارة °م (°ف)           | −42.6 (−44.7)                   | −46.1 (−51.0)                   | −36.1 (−33.0)                   | −23.9 (−11.0)                   | −8.9 (16.0)                     | −2.8 (27.0)                     | 3.9 (39.0)                      | 0.0 (32.0)                      | −11.1 (12.0)                    | −21.0 (−5.8)                    | −36.1 (−33.0)                   | −38.9 (−38.0)                   | −46.1 (−51.0)                   |
| الهطول مم (إنش)                   | 19 (0.7)                        | 14 (0.6)                        | 18 (0.7)                        | 27 (1.1)                        | 33 (1.3)                        | 39 (1.5)                        | 60 (2.4)                        | 48 (1.9)                        | 27 (1.1)                        | 24 (0.9)                        | 23 (0.9)                        | 21 (0.8)                        | 353 (13.9)                      |
| متوسط الأيام الممطرة              | 0.1                             | 0.2                             | 2                               | 7                               | 12                              | 13                              | 15                              | 13                              | 12                              | 9                               | 4                               | 0.4                             | 88                              |
| متوسط الأيام المثلجة              | 17                              | 14                              | 11                              | 5                               | 1                               | 0.2                             | 0                               | 0.1                             | 1                               | 6                               | 13                              | 15                              | 83                              |
| متوسط الرطوبة النسبية (%)         | 83                              | 80                              | 80                              | 67                              | 58                              | 60                              | 67                              | 68                              | 69                              | 73                              | 81                              | 82                              | 72                              |
| المصدر: Pogoda.ru.net             |                                 |                                 |                                 |                                 |                                 |                                 |                                 |                                 |                                 |                                 |                                 |                                 |                                 |

## توأمة
لمغنيتاغورسك اتفاقيات توأمة مع كل من:
- براندنبورغ آن در هافل (1989 - )
- غوميل (27 أبريل 2015 - )
- هوايان (2 يونيو 2017 - )

## أعلام
- ألكسندر بوداكوف
- فيتالي بوبوف
- كيريل ليبيديف